# Brussels Cycling Classic 2023
Brussels Cycling Classic 2023 – 103. edycja wyścigu kolarskiego Brussels Cycling Classic, która odbyła się 4 czerwca 2023 na trasie o długości ponad 207 kilometrów wokół Brukseli. Impreza kategorii 1.Pro była częścią UCI ProSeries 2023.

## Uczestnicy

### Drużyny
| WorldTeams (10)- AG2R Citroën Team - Alpecin-Deceuninck - Bora-Hansgrohe - Cofidis - Groupama-FDJ - Intermarché-Circus-Wanty - Soudal Quick-Step - Arkéa-Samsic - Team DSM - Team Jayco AlUla ProTeams (10)- Bingoal WB - Bolton Equities Black Spoke Pro Cycling - Human Powered Health - Israel-Premier Tech - Lotto Dstny - Q36.5 Pro Cycling Team - Team Corratec-Selle Italia - Team Flanders-Baloise - TotalEnergies - Uno-X Pro Cycling Team |
| |

## Klasyfikacja generalna
| \| Klasyfikacja generalna \| Klasyfikacja generalna \| Klasyfikacja generalna \| Klasyfikacja generalna \| Klasyfikacja generalna \| \| Kolarz \| Kolarz \| Państwo \| Drużyna \| Czas \| \| ---------------------- \| ---------------------- \| ---------------------- \| ------------------------ \| ---------------------- \| \| 1. \| Arnaud Démare \| Francja \| Groupama-FDJ \| 4h 41' 51" \| \| 2. \| Tobias Lund Andresen \| Dania \| Team DSM \| + 0" \| \| 3. \| Jordi Meeus \| Belgia \| Bora-Hansgrohe \| + 0" \| \| 4. \| Biniam Girmay \| Erytrea \| Intermarché-Circus-Wanty \| + 0" \| \| 5. \| Dries Van Gestel \| Belgia \| TotalEnergies \| + 0" \| \| 6. \| Clément Venturini \| Francja \| AG2R Citroën Team \| + 0" \| \| 7. \| Matis Louvel \| Francja \| Arkéa-Samsic \| + 0" \| \| 8. \| Tom Van Asbroeck \| Belgia \| Israel-Premier Tech \| + 0" \| \| 9. \| Cédric Beullens \| Belgia \| Lotto Dstny \| + 0" \| \| 10. \| Derek Gee \| Kanada \| Israel-Premier Tech \| + 0" \| |                      |         |                          |            |
| |                      |         |                          |            |
| Źródło: ProCyclingStats |                      |         |                          |            |
| Klasyfikacja generalna |                      |         |                          |            |
| Kolarz | Kolarz               | Państwo | Drużyna                  | Czas       |
| 1. | Arnaud Démare        | Francja | Groupama-FDJ             | 4h 41' 51" |
| 2. | Tobias Lund Andresen | Dania   | Team DSM                 | + 0"       |
| 3. | Jordi Meeus          | Belgia  | Bora-Hansgrohe           | + 0"       |
| 4. | Biniam Girmay        | Erytrea | Intermarché-Circus-Wanty | + 0"       |
| 5. | Dries Van Gestel     | Belgia  | TotalEnergies            | + 0"       |
| 6. | Clément Venturini    | Francja | AG2R Citroën Team        | + 0"       |
| 7. | Matis Louvel         | Francja | Arkéa-Samsic             | + 0"       |
| 8. | Tom Van Asbroeck     | Belgia  | Israel-Premier Tech      | + 0"       |
| 9. | Cédric Beullens      | Belgia  | Lotto Dstny              | + 0"       |
| 10. | Derek Gee            | Kanada  | Israel-Premier Tech      | + 0"       |